# Giuseppe Virgili (scultore)
Giuseppe Virgili (Voghiera, 27 agosto 1894 – Bologna, 20 luglio 1968) è stato uno scultore e disegnatore italiano.

## Biografia
Nacque a Voghiera nel 1894 da Francesco, artigiano del luogo, e Silvia. Ebbe tre sorelle: Luigia, Irma e Maria.
Dopo aver frequentato l'Istituto d'arte "Dosso Dossi" a Ferrara, dove seguì i corsi di Maldarelli, Legnani e dei fratelli Angelo e Giovan Battista Longanesi-Cattani, nel 1914 si diplomò in Plastica all'Accademia delle Belle Arti di Bologna sotto Enrico Barberi, dove frequentò le lezioni assieme a Giorgio Morandi, Severo Pozzati, Gino Marzocchi e Vitale Vitali, al quale dedicò nel 1914 uno dei suoi primi ritratti.
La sua attività di ritrattista venne interrotta con la partenza per la Grande Guerra, dalla quale rientrò nel 1919, recandosi per la prima volta a Milano nel 1920 dall'amico scultore Arrigo Minerbi e appena dopo in Toscana per apprendere le tecniche di lavorazione del marmo.
Tornato a Voghiera, lavorò per un breve periodo come impiegato e dal 1928 iniziò ad insegnare Plastica all'Istituto d'arte cittadino che lo vide allievo, fino al pensionamento nel 1964.
Morì il 20 luglio 1968 in una clinica bolognese dopo una breve malattia.

## Carriera e produzione artistica
Dopo le prime opere giovanili, iniziò la produzione di un genere a lui molto caro, il bassorilievo, producendo nel 1920 il grande gesso in altorilievo raffigurante San Sebastiano, a cui seguirono alcune Teste di bimbi e i primi Ritratti funerari della sua carriera, per la Tomba della famiglia Gozzi nella Certosa di Ferrara.
Nelle opere dei primi anni Venti, soprattutto nel pendant costituito dalla Testa di bimba che sorride e Testa di bimba imbronciata, è riscontrabile l'influsso espressionista di Adolfo Wildt, che si palesa nelle sue deformazioni, assieme alle linee sinuose del liberty, nelle lastre bronzee del 1924, eseguite per il concorso indetto dal Comune di Vergato per l'esecuzione del Monumento ai Caduti, inaugurato nel 1925 da S.A.R. Umberto di Savoia, Principe di Savoia ed erede al trono d'Italia, che Virgili si aggiudicò, assieme all'architetto Leone Tumiati che ne curò la struttura.
Nello stesso anno iniziò anche l'esperienza espositiva, firmandosi con lo pseudonimo di "Virgilio Virgili".
Nel 1926 eseguì altri bassorilievi in bronzo e marmo, tra cui Il Cero e Il sudario di Cristo per due tombe di famiglia nel cimitero del suo paese natale, opere dal leggero accostamento ai Preraffaelliti.
Negli anni Trenta ottenne la commissione per l'Allegoria della Musica, una delle tre statue, insieme a Il Genio dell'Arte di Ulderico Fabbri e ad Il Canto di Gino Colognesi, poste nel 1939 sulla fiancata dell'Auditorium cittadino, per il quale nel 1942 eseguirà anche il busto del musicista Girolamo Frescobaldi, che dà il nome all'Istituto, ma posto solo nel 1948 dopo la fine della Seconda Guerra Mondiale, ed attualmente ancora posto sulla facciata.
Tornato sul bassorilievo, sempre negli anni Trenta eseguì due versioni di uno dei santi patroni ferraresi, San Giorgio, continuando la produzione di piccole terrecotte patinate con un processo chimico ancora parzialmente sconosciuto.
Nel 1927 inaugurò il primo Monumento ai Caduti di Voghiera (poi distrutto per ricavarne il metallo) e nel 1935 il Putto in bronzo, adornante dal 1951 la fontana di Palazzina Marfisa. Inizialmente posto nei locali del Mercato Ortofrutticolo ferrarese, l'originale, restaurato tra il 1997/98 dallo scultore ferrarese Maurizio Bonora, è attualmente posto all'interno della Palazzina mentre sulla fontana, disadorna da quel periodo, vi è ora una copia del 2006 sempre opera di Bonora, eseguita sul gesso originale, corredata solo nel 2015 dalla targa celebrativa.
Nel 1940, lodato dal critico Ugo Ojetti che ne apprezzava il taglio elegante e robusto, vinse il Concorso per il Bassorilievo alla Biennale di Venezia con Civiltà di Roma, opera distrutta dall'autore, come accadde con altre opere ritenute da Virgili non più adeguate al suo stile. Alla seguente Biennale venne segnalato per il Ritratto di donna, ritraente la moglie, eseguito un paio di anni prima.
Ad inizio degli anni Quaranta, eseguì un doppio ritratto su lastra marmorea dedicato ai coniugi Quilici per la loro cappella privata a Bruntino, probabilmente commissionato dalla vedova Mimì, amica e collega dello scultore, a fronte dell'allora recente perdita del marito Nello nel famoso incidente aereo a Tobruk del 28 giugno 1940.
Alla fine del decennio eseguì bassorilievi per le Colonie d'Africa e Guerrieri, un altorilievo in gesso, opere di recente ritrovamento. Quest'ultimo, unito alla porzione riconducibile al bozzetto Minatori collocabile a fine degli anni Venti, è stato chiamato nel 2012 La battaglia non vinta, ritrovato e ora esposto a Palazzo Costabili, sede del Museo Archeologico Nazionale di Ferrara.
Partecipò alla IV edizione della Quadriennale di Roma (1943), come a quella successiva, ribattezzata Rassegna nazionale delle arti figurative.
Continuò inoltre la produzione di busti in bronzo, ritratti e piccole terrecotte, ma anche di figure femminili quasi a grandezza naturale dagli influssi orientaleggianti come la Bagnante e la Danzatrice che nel 1951 gli fece vincere il Concorso indetto dal Ministero della Pubblica Istruzione per l'Accademia Nazionale di Danza all'epoca diretta da Jia Ruskaja, a Roma.
Negli anni Cinquanta partecipò alle attività del circolo artistico ferrarese Al Filò, al quale nel 1953 Florestano Vancini dedicò l'omonimo cortometraggio in cui, oltre a Virgili, comparivano gli scultori Ulderico Fabbri e Annibale Zucchini, i pittori Marcello Tassini, Ervardo Fioravanti, Danilo Farinella, Galileo Cattabriga e l'incisore Nemesio Orsatti.
Nel 1954 partecipò al Concorso per la realizzazione del portale del Duomo di Siena, bando che tuttavia si fermò alla sola presentazione degli elaborati.
Nel 1955 eseguì il secondo Monumento ai Caduti di Voghiera ed espose alla Mostra del Bronzetto di Padova, dove il Ratto di Europa e la Caduta di Fetonte vennero acquistati rispettivamente dal Museo di Hagen in Germania e dal Quirinale su segnalazione dal Presidente Giovanni Gronchi.
Nel 1959-60 fu di nuovo presente alla Quadriennale di Roma.
Il suo stile virava in quegli anni verso una moderata astrazione, ispirata dall'austriaco Fritz Wotruba, svolta anticipata nel decennio precedente con l'assottigliamento delle forme nella serie delle Danzatrici e dei Balletti e in opere di influenza indiana come il Serparo (1965) ed Eva col serpente (1959).
L'astrazione proveniente dal Cubismo è invece palese in opere come Pietà e Cavallo morente (1962),Scissione e Duello (1963), mentre una semplice stilizzazione è riscontrabile nei bronzi Il potatore (1964), Due muratori che tirano la fune (1959) e Calciatori (1966).
Non mancarono in questo decennio le commissioni pubbliche, come lo stemma per il Comune di Ferrara del 1960, il grande pannello per la sede cittadina dell'Enel con L'uomo che riceve la luce, e i due ritratti funerari del 1964 per la pittrice ferrarese Giovanna Baruffaldi, amica e collega, e la figlia Lorenza, nella Certosa di Ferrara. L'ultima opera eseguita fu il bassorilievo in terracotta San Giorgio, del 1966, anno in cui partecipò, per l'ultima volta, alla Quadriennale di Roma  e all'esposizione Omaggio a Dante degli artisti italiani d'oggi, tenutasi alla Galleria d'arte moderna di Ferrara.

## Tecniche di produzione
La produzione di Virgili, incentrata sulle realizzazioni scultoree, contava anche una certa frequenza di disegni, sia come forma d'arte autonoma, sia come fase preparatoria alle opere plastiche (in terracotta o in bronzo), realizzate dopo una fase intermedia, quella del bozzetto, quasi sempre in terracotta.
Sua grande particolarità era la lavorazione delle statue con una patinatura ottenuta sia per raschiamento che per reazione di agenti chimici.
Nella vasta raccolta di disegni vi sono i progetti per un fregio (mai realizzato) per l'Università di Ferrara, della Tomba M. M. il collezionista ferrarese Mario Magrini (Ferrara, 1884-1964), realizzata poi nel 1969 dall'amico e collega Ulderico Fabbri e situata nel Cimitero monumentale della Certosa di Ferrara, del Nuovo studio, oltre che di monumenti a soggetto religioso e di genere. Svariati furono i temi della produzione grafica indipendente: da progetti di monumenti a quelli di figure singole, a temi naturali comprendenti numerosi studi di gatti, a ritratti e Nudi sia maschili che femminili.
Su spinta dell'amica ed ex allieva Carolina Marisa Occari, Virgili si cimentò anche nell'incisione, rimasta però un esperimento più che un vero e proprio filone di produzione.

## Principali esposizioni
Fra le esposizioni collettive a cui Virgili prese parte in Italia si ricordano principalmente le quattro edizioni della Quadriennale di Roma del 1943, 1948 (per quell'anno ribattezzata Rassegna nazionale delle arti figurative), 1959, 1965.
All'estero Virgili partecipò alle seguenti manifestazioni:
- 1960: Maestri italiani, ciclo itinerante di mostre in Germania (Hagen, Saarbrücken, Karlsruhe, Braunschweig)
- 1961: Mostra collettiva di artisti ferraresi al Museo d'arte e dell'industria di Saint-Étienne, Francia
- 1964: Esposizione di un'opera al Museo d'arte moderna di Eilat, Israele
- 1968: Mostra collettiva di artisti ferraresi a Mosca, Russia

Fra le retrospettive dedicate a Virgili si ricordano:
- 1970: Virgili, Fiera di settembre, Portomaggiore
- 1978: G. Virgili, Ferrara, Palazzo dei Diamanti, nell'allora Sala d'Arte "Benvenuto Tisi", 1°/7-16/09/1978
- 1980: Galleria Comunale, Copparo
- 1980: Galleria Bernagozzi, Portomaggiore
- 1984: Ferrara Ritrovata - 55 Artisti Ferraresi dell'Ottocento e Novecento, Galleria "Il Tarlo", Ferrara
- 2006: Palazzina di Marfisa d'Este, esposizione di piccoli bronzi in occasione della messa in posa della copia del Putto presente nella fontana
- 2019: Giuseppe Virgili - 125 anni dalla nascita, Galleria del Liceo artistico Dosso Dossi, 6-24 aprile 2019

## Opere in musei e luoghi pubblici

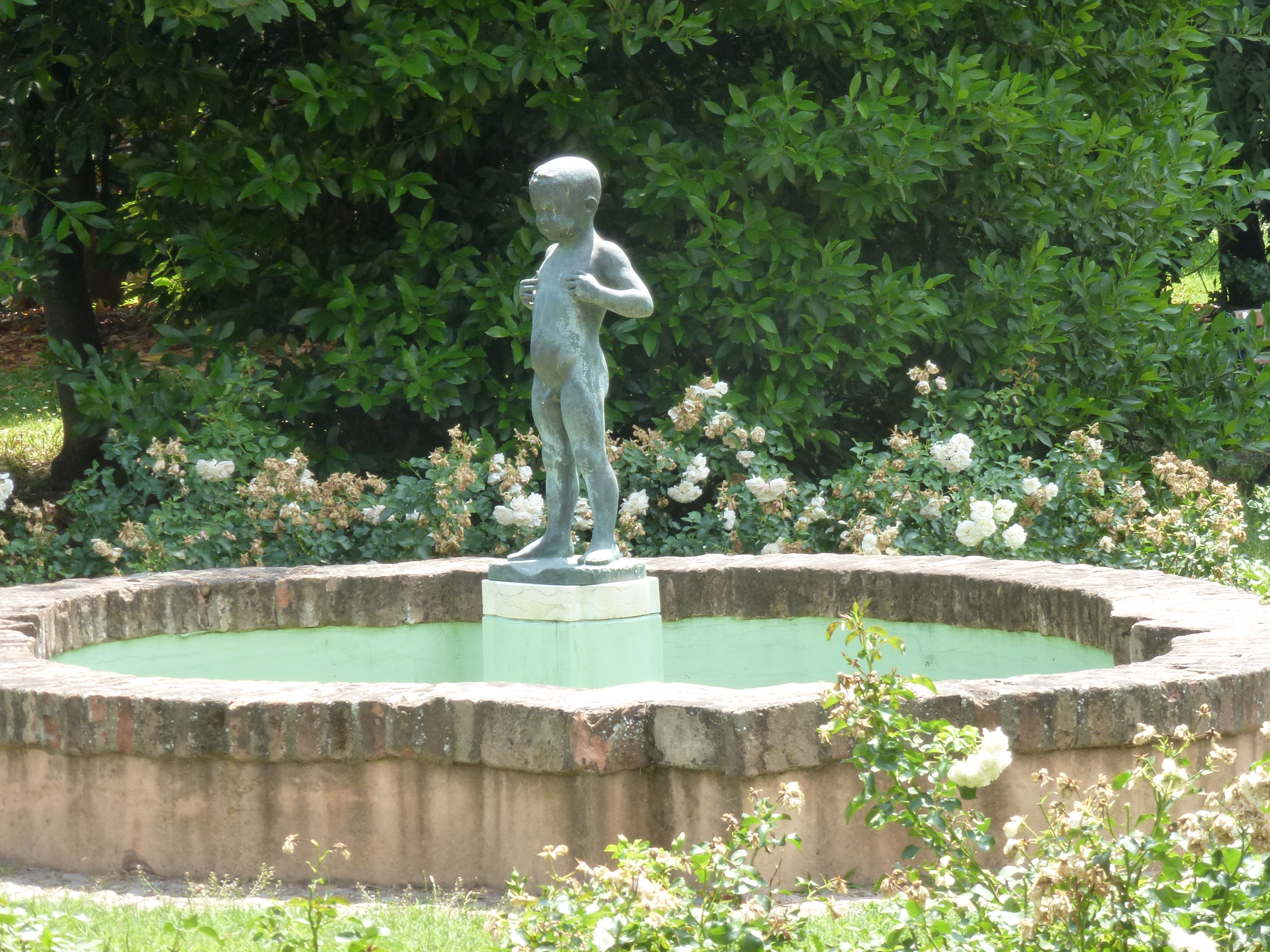
Palazzina Marfisa d'Este - Fontana col Putto

Alle opere di Virgili è dedicata una sala nel Museo civico di Belriguardo all'interno della Reggia di Belriguardo di Voghiera. Sono presenti le seguenti opere:
1. Autoritratto, disegno
2. Nudo maschile, disegno
3. Bambino, disegno
4. Testa di donna, disegno
5. Nudo di donna, disegno
6. Bimbo che canta, gesso patinato
7. Uomo pensoso, gesso
8. Cristo benedicente, bassorilievo in gesso
9. Pugilatori, bassorilievo in terracotta
10. Fecondità "Randoli", terracotta
11. Testa di bimba sorridente, terracotta
12. Madonna, gesso
13. Testa di donna, terracotta
14. Contemplazione, terracotta patinata
15. Testa di ragazza, terracotta
16. Danzatrice, terracotta patinata
17. Tramonto, terracotta patinata
18. Assunzione, gesso patinato
19. Eva con mela, terracotta patinata
20. Scissione, terracotta patinata
21. Il prigioniero, terracotta
22. Ritratto di Giovanna Baruffaldi, bozzetto in gesso
23. Offerta alla Patria, gesso
24. San Giovannino, bozzetto in terracotta

Diverse opere di Virgili sono conservate al Museo d'arte moderna e contemporanea Filippo de Pisis di Ferrara, attualmente chiuso per restauri dovuti al sisma del 2012.
Virgili fu autore di alcune opere situate in luoghi pubblici non solo nella provincia ferrarese: oltre alla più nota, il Putto nei giardini di Palazzina Marfisa d'Este e l'Allegoria della Musica e il Busto di Gerolamo Frescobaldi sulle facciate dell'omonimo Conservatorio di Ferrara, si ricordano i monumenti ai caduti a Vergato (1925) nella provincia bolognese mentre nella provincia ferrarese, i due a Voghiera, il primo inaugurato nel 1927 e poi distrutto ed il secondo, ancora presente, del 1955, si citano nuovamente anche le opere dell'ultimo periodo creativo: lo stemma per il Comune di Ferrara (1960) ed il grande pannello per la sede cittadina dell'Enel con L'uomo che riceve la luce (1963).

## Onorificenze
- 1951 Gran Premio Filò
- 1956 Omaggio agli Artisti Illustri Italiani Contemporanei
- 1960 Targa d'Oro Premio Forlì
- Medaglia d'Oro per gli anni di insegnamento al Dosso Dossi
- Medaglia da parte del Comune di Ferrara (senza data)
- A Virgili sono state dedicate due vie, la prima a Voghiera, suo paese d'origine e la seconda a Boara, frazione di Ferrara.